# Spiritual Healing
Albums de Death
Leprosy
(1988) Human
(1991)
Spiritual Healing est le troisième album de Death, paru en 1990. Le titre vient de l'époque où le « croyant-guérisseur » Peter Popoff a été dénoncé comme étant un imposteur par James Randi lors de l'émission The Tonight Show Starring Johnny Carson.
Pendant les six semaines qu’a duré l’enregistrement de l’album, les membres de Death sont restés dans une seule et même chambre de motel du Sarari Inn près de Busch Gardens. Le nouveau guitariste James Murphy eut à subir l’humour de ses camarades lors de cette période confinée en studio et au motel.[réf. nécessaire].
Ce fut le dernier album de Death dont la jaquette fut peinte par Ed Repka.
Le manager Eric Greif joue sur un synthétiseur Kawai K1 qui sonne comme un orgue d’église durant le pont au milieu du morceau titre Spiritual Healing.
Spiritual Healing marque une étape importante dans l'évolution du groupe. Laissant de côté les textes sanglants et sombres de Scream Bloody Gore et Leprosy, Chuck Schuldiner composera à partir de cet album des sujets et des paroles plus matures et réfléchis à propos de la société actuelle et surtout sur l'être humain, ses relations avec les autres, ses sentiments et sa nature. Le groupe opte ici pour une musique plus technique et moins primitive, tout en gardant l'ambiance toute particulière qui la caractérise.

## Liste des titres
Toutes les paroles sont écrites par Chuck Schuldiner.
| A1. | Living Monstrosity      | Chuck Schuldiner               | 5:06 |
| A2. | Altering The Future     | Chuck Schuldiner, Terry Butler | 5:33 |
| A3. | Defensive Personalities | Chuck Schuldiner, Terry Butler | 4:42 |
| A4. | Within The Mind         | Chuck Schuldiner, James Murphy | 5:33 |

| B1. | Spiritual Healing      | Chuck Schuldiner                             | 7:43 |
| B2. | Low Life               | Chuck Schuldiner, Terry Butler, James Murphy | 5:21 |
| B3. | Genetic Reconstruction | Chuck Schuldiner, Terry Butler, James Murphy | 4:50 |
| B4. | Killing Spree          | Chuck Schuldiner, James Murphy               | 4:13 |

## Composition du groupe
- Chuck Schuldiner - chants, guitare
- James Murphy - guitare
- Terry Butler - basse
- Bill Andrews - batterie

## Production
- Enregistré et mixé au studio Morrisound Recording, Tampa, USA
- Produit, enregistré et mixé par Scott Burns et Death.
- Assistant ingénieur du son John Cervini et Mike Gowan
- Illustrations - Edward Repka
- Direction artistique - David Bett
- Design - Brian Freeman
- Photographie - J.J. Hollis
- Impresario - Eric Greif